# Triple saut féminin aux championnats du monde d'athlétisme en salle 2014
Navigation
2012 2016
Le concours du triple saut féminin des Championnats du monde en salle 2014 s'est déroulé les 7 et 8 mars 2014 à l'Ergo Arena de Sopot, en Pologne.

## Résultats

### Finale
| Rang               | Athlète           | Pays        | Essais | Essais | Essais | Essais | Essais | Essais | Marque  | Notes |
| Rang               | Athlète           | Pays        | 1      | 2      | 3      | 4      | 5      | 6      | Marque  | Notes |
| ------------------ | ----------------- | ----------- | ------ | ------ | ------ | ------ | ------ | ------ | ------- | ----- |
| Médaille d'or      | Ekaterina Koneva  | Russie      | 13.96  | 14.46  | 14.07  | x      | 14.30  | x      | 14,46 m |       |
| Médaille d'argent  | Olha Saladuha     | Ukraine     | 14.28  | 14.38  | 14.41  | 14.45  | 14.40  | 14.22  | 14,45 m |       |
| Médaille de bronze | Kimberly Williams | Jamaïque    | 14.27  | 14.34  | x      | 14.23  | x      | 14.39  | 14,39 m | SB    |
| 4                  | Patrícia Mamona   | Portugal    | x      | 14.26  | 14.22  | x      | x      | 14.25  | 14,26 m |       |
| 5                  | Li Yanmei         | Chine       | 14.19  | 13.77  | x      | 13.53  | 13.90  | 13.81  | 14,19 m | SB    |
| 6                  | Kseniya Dziatsuk  | Biélorussie | 14.02  | x      | 13.66  | 14.13  | 13.73  | 13.83  | 14,13 m |       |
| 7                  | Yarianna Martínez | Cuba        | 13.90  | 13.88  | 13.90  | 13.99  | x      | 13.66  | 13,99 m |       |
| 8                  | Dana Velďáková    | Slovaquie   | x      | x      | 13.63  | 12.23  | x      | 13.75  | 13,75 m |       |

## Légende
Records et Performances
- AR : Record continental (area record)
- CR : Record des championnats (championship record)
- MR : Record du meeting (meet record)
- NR : Record national (national record)
- OR : Record olympique (olympic record)
- PR : Record paralympique (paralympic record)
- PB : Record personnel (personal best)
- SB : Meilleure performance personnelle de la saison (season's best)
- WL : Meilleure performance mondiale de l'année (world leader)
- WJR : Record du monde junior (world junior record)
- WR : Record du monde (world record)

Circonstances et Conditions
- DNF : N'a pas terminé (did not finish)
- DNS : N'a pas pris le départ (did not start)
- DQ : Disqualification (disqualification)
- NM : Aucun essai valable enregistré (No Mark)
- Q : Qualifié « directement » au prochain tour (ou à la prochaine compétition), lors d'une compétition majeure, grâce au classement ou à la réalisation des minima (automatic qualifier)
- q : Qualifié au prochain tour (ou à la prochaine compétition), lors d'une compétition majeure, grâce au repêchage ou à la réalisation de l'une des meilleures performances parmi celles des « non qualifiés directement » (grâce au meilleur temps ou à la meilleure distance par exemple) (secondary qualifier)